# California (Missouri)
California è un comune degli Stati Uniti d'America, situato nello Stato del Missouri, nella contea di Moniteau, della quale è il capoluogo.